# Grand'Anse Praslin

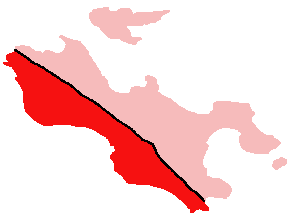
Distriktets läge.

Distriktet Grand Anse Praslin är ett av Seychellernas 26  distrikt.

## Geografi
Distriktet har en yta på cirka 14,4 km² med cirka 3 300 invånare. Befolkningstätheten är 219 invånare / km².
Grand Anse Praslin ligger i regionen Inre Öarna (Inner Islands) och ligger på ön Praslin.

## Förvaltning
Distriktet förvaltas av en district administrator och ISO 3166-2koden är "SC-14". Huvudorten är Grande Anse.
Sedan 1994 lyder varje distrikt under "Local Government" som är en enhet av departementet Ministry of Local Government, Youth and Sport. Distriktens roll är att främja tillgång av offentliga tjänster på lokal nivå.
Distriktets valspråk är: "En vizyon nou lanvironnman".